# Avenue Général Dossin de Saint-Georges
L'avenue Général Dossin de Saint-Georges (en néerlandais : Generaal Dossin de Saint Georgeslaan) relie l'avenue des Grenadiers à l'avenue du Pesage en traversant l'avenue Armand Huysmans. Accueillant l'église Saint-Adrien au centre de son premier tronçon, plus large, l'avenue ouvre la perspective sur celle-ci.

## Galerie

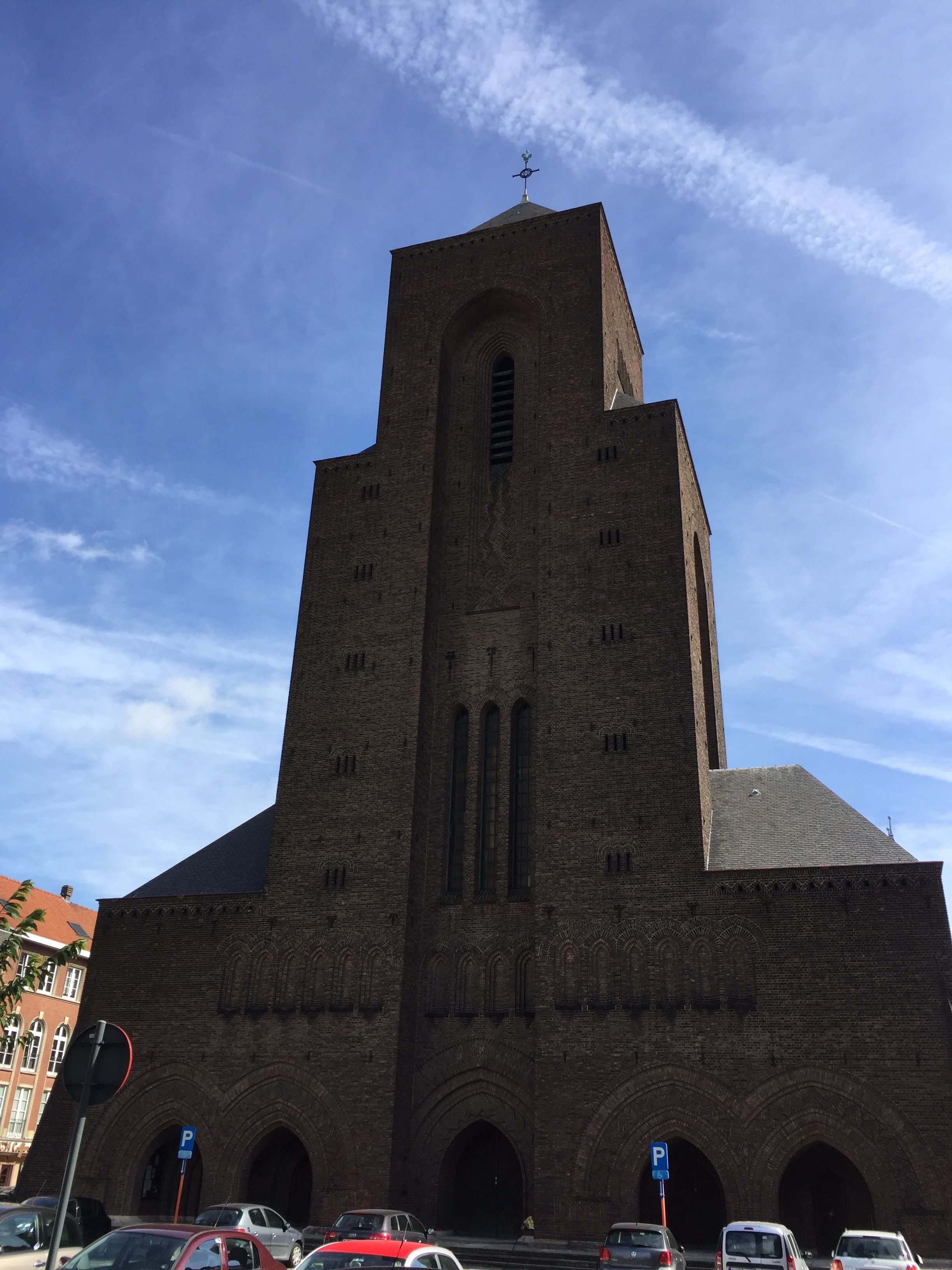
Église Saint-Adrien au centre de son premier tronçon